# Kirgistan na Zimowych Igrzyskach Olimpijskich 2006
Kirgistan na Zimowych Igrzyskach Olimpijskich 2006 reprezentował jeden zawodnik.

## Narciarstwo alpejskie
Mężczyźni
- Iwan Borisow
  - Slalom - nie ukończył
  - Gigant slalom - 41. miejsce